# Macroclinium wullschlaegelianum
Macroclinium wullschlaegelianum är en orkidéart som först beskrevs av Hendrik Charles Focke, och fick sitt nu gällande namn av Dodson. Macroclinium wullschlaegelianum ingår i släktet Macroclinium och familjen orkidéer. Inga underarter finns listade i Catalogue of Life.

## Bildgalleri

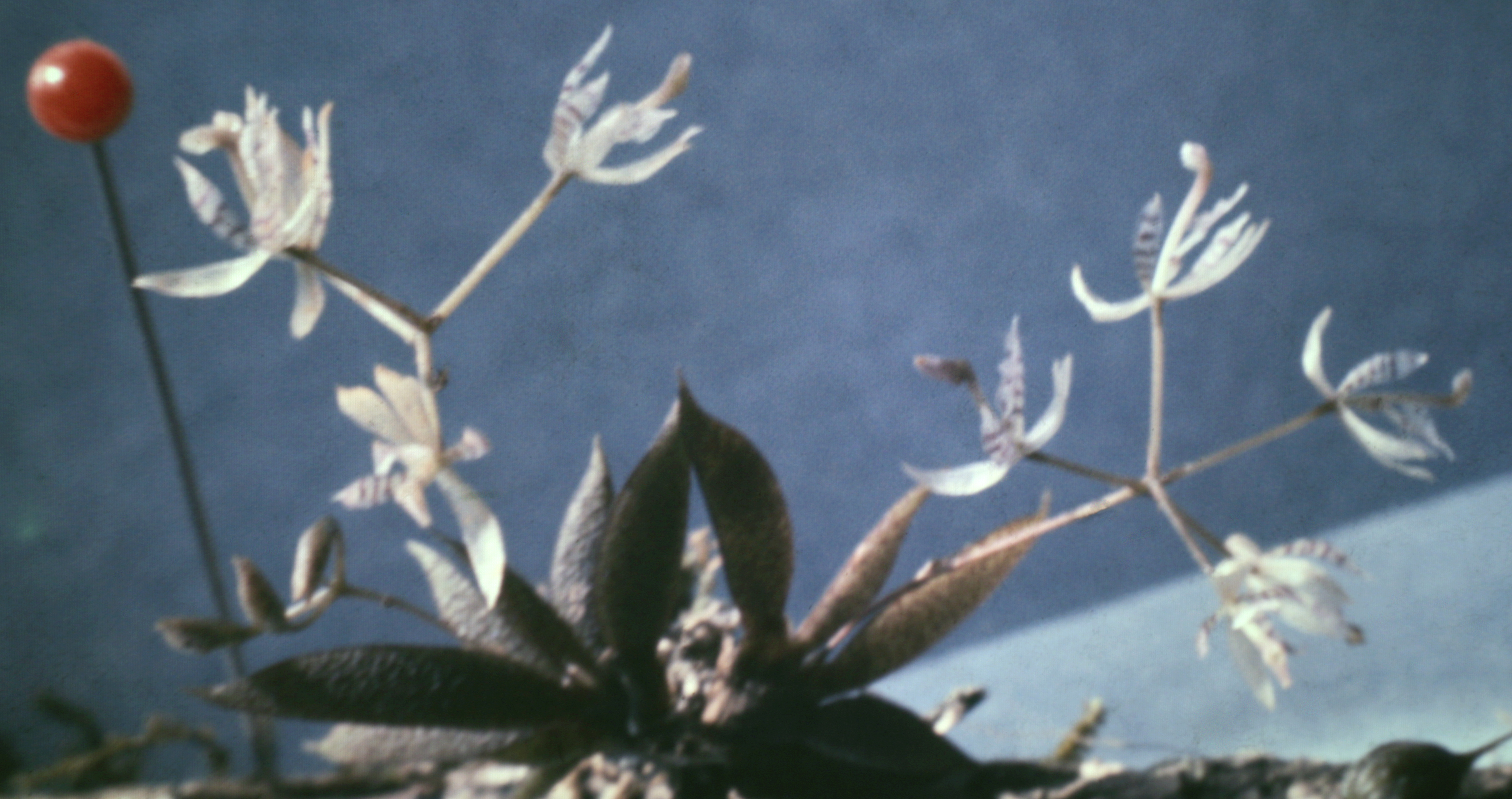
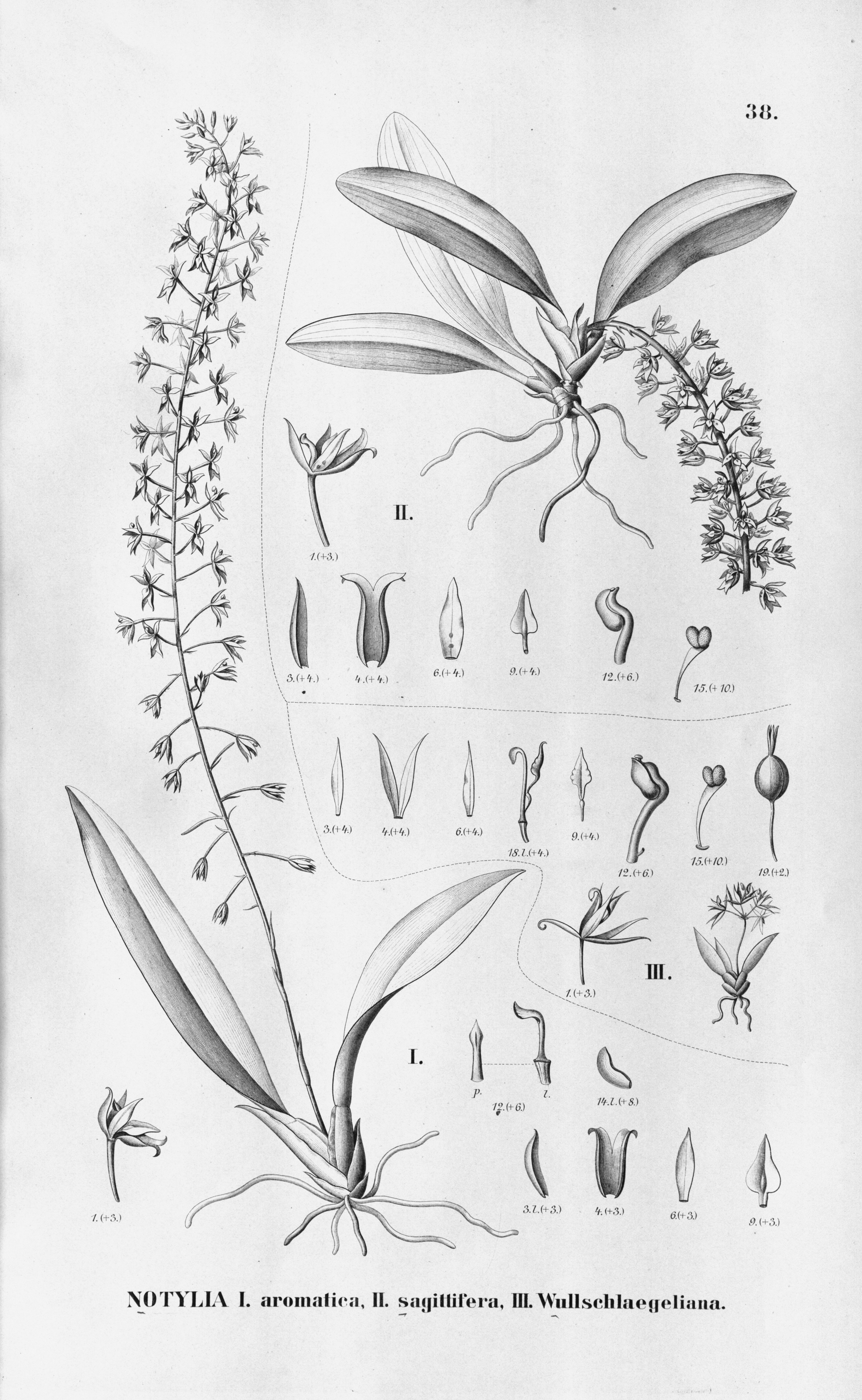
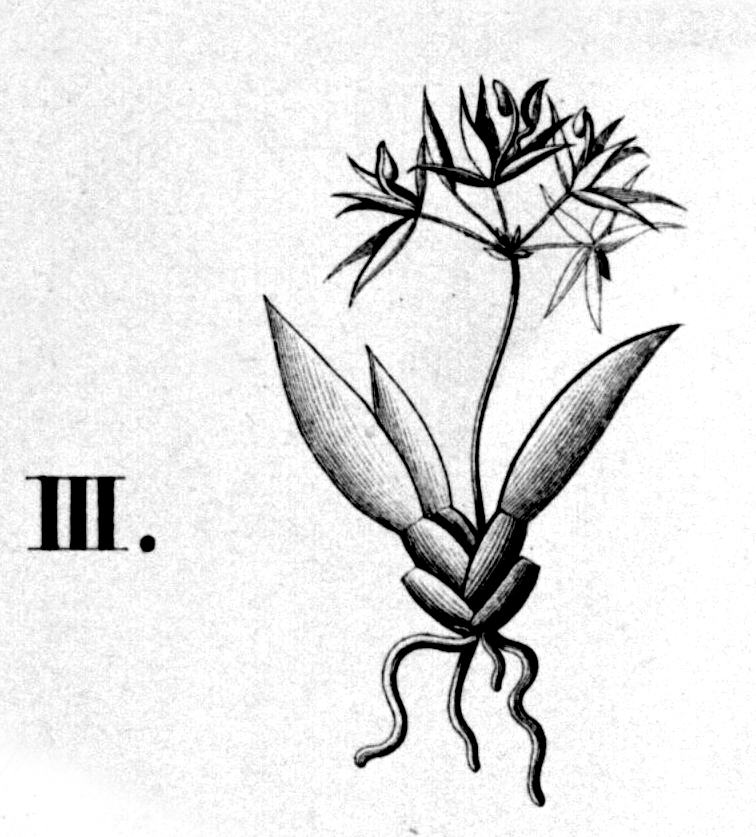